# Manoscritti del Mar Morto

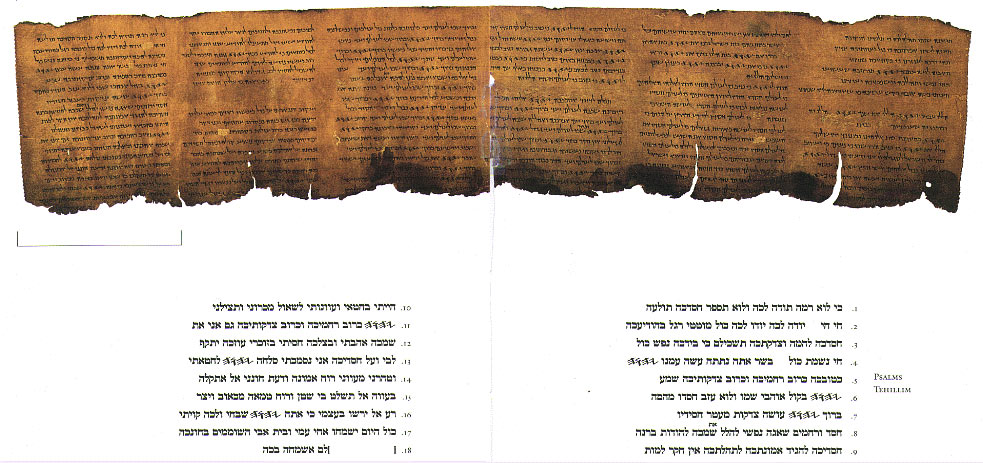
Il Rotolo dei Salmi con la sua trascrizione

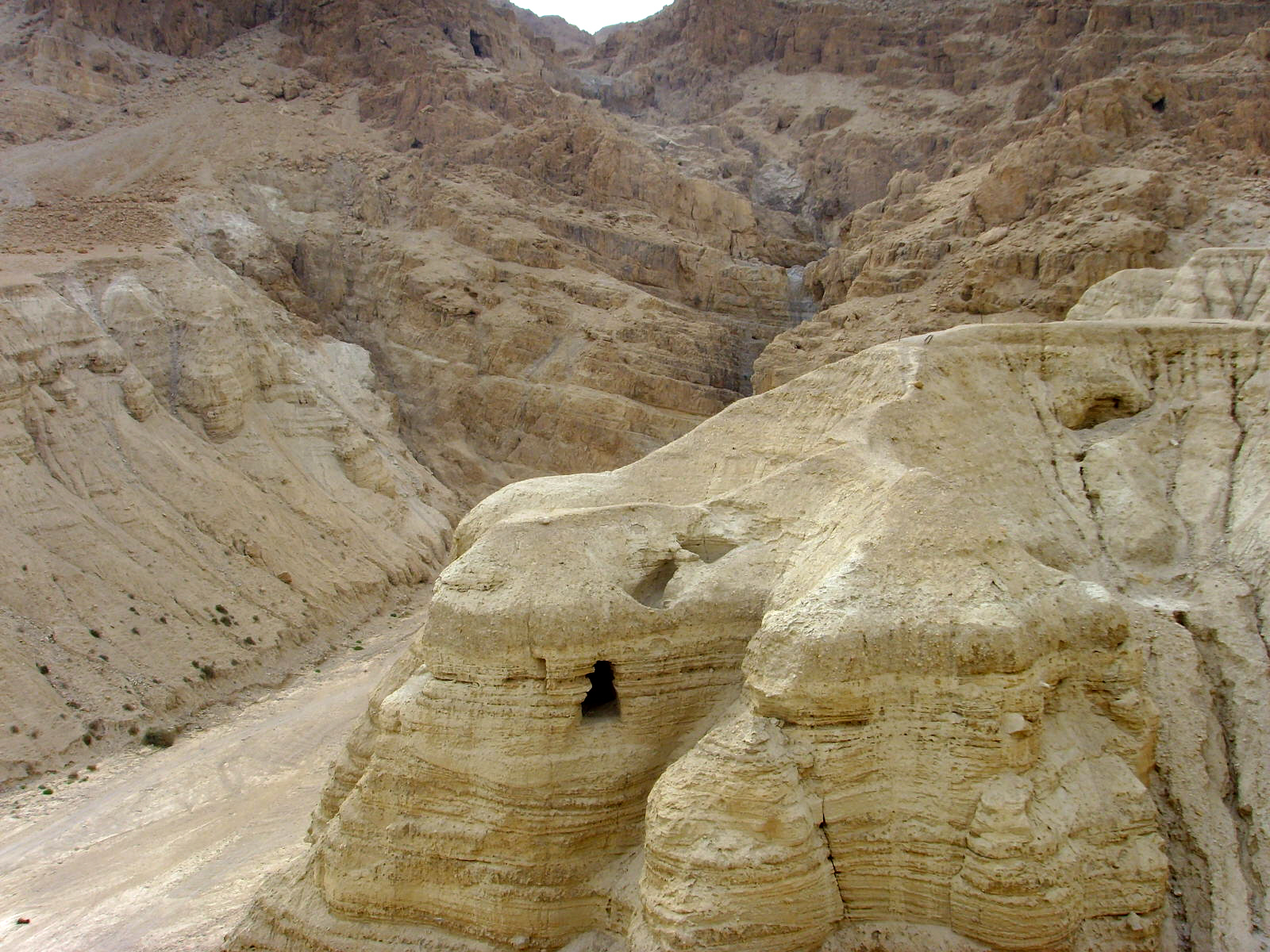
Una delle località del ritrovamento, nella Cisgiordania, sulla sponda del Uadi di Qumran.

I Manoscritti del Mar Morto (o Rotoli del Mar Morto) sono un insieme di antichi manoscritti giudaici di contenuto religioso rinvenuti nelle Grotte di Qumran nel Deserto della Giudea, vicino a Ein Feshkha sulla riva nord-occidentale del Mar Morto in Cisgiordania. Di essi fanno parte varie raccolte di testi, tra cui i Manoscritti di Qumran, che ne costituiscono una delle parti più importanti. Sono composti da circa 900 documenti, compresi i Manoscritti biblici di Qumran, scoperti tra il 1947 e il 1956 in undici grotte dentro e intorno al uadi di Qumran, vicino alle rovine dell'antico insediamento di Khirbet Qumran.
Assumono un grande significato religioso e storico, in quanto comprendono alcune fra le più antiche copie superstiti note dei libri biblici e dei loro commenti, e conservano la testimonianza della fine del tardo giudaismo del Secondo Tempio. Essi sono scritti in ebraico, aramaico e greco, per lo più su pergamena, ma con alcuni scritti su papiro. Tali manoscritti datano in genere tra il 150 a.C. e il 70 d.C. I Rotoli sono comunemente associati all'antica setta ebraica detta degli Esseni.
Sono tradizionalmente divisi in tre gruppi: manoscritti "biblici" (copie di testi dalla Bibbia ebraica), che costituiscono circa il 40% dei rotoli identificati; manoscritti "apocrifi" o "pseudepigrafici" (documenti noti del periodo del Secondo Tempio, come Enoch, Giubilei, Tobia, Siracide, salmi non canonici, ecc. che non sono stati canonizzati nella Bibbia ebraica, ma in qualche caso sono stati accettati dalla versione greca dei Settanta e/o utilizzati dalla tradizione rabbinica), che costituiscono circa il 30% dei rotoli identificati; e manoscritti "settari" (documenti precedentemente sconosciuti, che descrivono le norme e le credenze di un particolare gruppo o gruppi all'interno della maggioranza ebraica) come la Regola della Comunità, il Rotolo della guerra, commento (in ebraico פשר, pesher) ad Abacuc e la Regola della Benedizione, che costituiscono circa il 30% dei rotoli identificati.
Fino al 1967 la maggior parte delle pergamene conosciute e dei frammenti sono stati custoditi nel Museo Archeologico della Palestina, a Gerusalemme. .Dopo la guerra dei sei giorni, queste pergamene e frammenti sono stati spostati al Santuario del Libro, presso il Museo d'Israele, che tuttora ne conserva numerosi, mentre altri sono presso l'Istituto orientale dell'Università di Chicago, al Seminario teologico di Princeton, all'Azusa Pacific University e nelle mani di collezionisti privati.

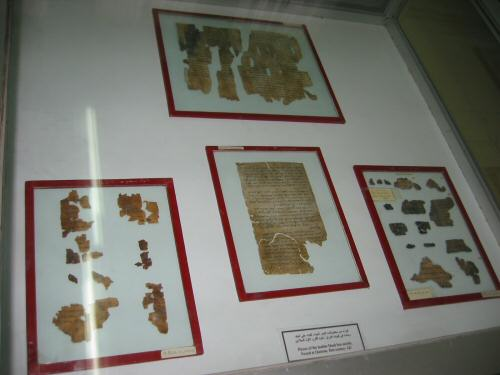
Frammenti dei rotoli in mostra al Museo archeologico di Amman

## Manoscritti di Qumran
I manoscritti di Qumran, detti anche rotoli di Qumran, sono una serie di rotoli e frammenti trovati in undici grotte nell'area di Qumran.
Il loro ritrovamento è importante perché:
(Florentino García Martínez, Dead Sea Scrolls Translated pagina xlv)

### Storia dei manoscritti
I manoscritti sono stati scoperti nel 1947 in una grotta. Nel 1951 furono avviati gli scavi nelle zone circostanti il luogo della scoperta. Si trovarono altre dieci grotte contenenti manoscritti.
Oggi i reperti sono conservati in parte nel Museo d'Israele e nel Museo Rockefeller, entrambi a Gerusalemme, in parte ad Amman, altri alla Biblioteca Nazionale di Parigi. Vari frammenti sono poi in possesso di istituzioni o di privati.
Il Museo di Israele in collaborazione con Google ha provveduto a digitalizzare i manoscritti e a rilasciarli in rete nel 2011 su un apposito sito Digital Dead Sea Scrolls.

### Importanza per il canone della Bibbia
L'importanza dei rotoli è relativa al campo dell'ecdotica o critica testuale. Prima della scoperta dei rotoli del Mar Morto, i manoscritti più antichi della Bibbia in Ebraico erano nel testo masoretico del IX secolo, tra i quali il Codex Leningradensis. I manoscritti biblici trovati tra i rotoli del Mar Morto hanno spostato indietro la data fino al II secolo a.C. Prima di questa scoperta, i più antichi manoscritti esistenti del Vecchio Testamento erano in Greco antico, come ad esempio il Codex Vaticanus e il Codex Sinaiticus. Pochi manoscritti trovati a Qumran differiscono in modo significativo dal testo masoretico, la maggior parte è identica.
Un esempio di differenze tra testo masoretico e qumranico è la seguente tabella (Tov 2001) che si riferisce al Libro di Isaia:
| Tipi di differenze tra 1QIsa{\displaystyle ^{b}} e Codex Leningradensis | Numero |
| ----------------------------------------------------------------------- | ------ |
| Ortografia                                                              | 107    |
| Aggiunta della congiunzione waw                                         | 16     |
| Mancanza della congiunzione waw                                         | 13     |
| Articoli (aggiunta/omissione)                                           | 4      |
| Differenze nelle consonanti                                             | 10     |
| Lettere mancanti                                                        | 5      |
| Differenze nei numeri                                                   | 14     |
| Differenze nei pronomi                                                  | 6      |
| Forme grammaticali diverse                                              | 24     |
| Preposizioni diverse                                                    | 9      |
| Parole diverse                                                          | 11     |
| Parole omesse                                                           | 11     |
| Parole aggiunte                                                         | 6      |
| Sequenze diverse                                                        | 4      |

La congiunzione waw, it. "e", serve per collegare parole, clausole o frasi.
Sulla base delle aggiunte a 1QIsa{\displaystyle ^{a}} di ciò che costituisce Isaia 38:21-22 nel testo masoretico, è stato suggerito da alcuni studiosi che i due versi del testo masoretico ed altre testimonianze costituiscano una tarda aggiunta editoriale al libro. (cfr. Talmon 1976)
Lungo 7 metri, il Rotolo di Isaia è il più antico manoscritto completo di un libro biblico (II sec. a.C).

### Classificazione
Si dicono biblici tutti quei manoscritti che sono contenuti nei canoni del testo masoretico ebraico. Sono detti non biblici tutti gli altri.

#### Manoscritti biblici
Sono stati trovati frammenti di quasi tutti i libri trasmessi dal testo masoretico.

#### Manoscritti non biblici
Alcuni manoscritti non biblici contengono principi etici che si trovano anche nelle lettere di Paolo o nei vangeli. Il metodo del carbonio-14 data i manoscritti del Mar Morto prima della stesura del Nuovo Testamento. Questo fa supporre, come suggerisce lo stesso Vangelo di Matteo (vedi ad esempio 5,17-19), che il Nuovo Testamento ed i manoscritti del Mar Morto siano due diversi sviluppi di questo modo di pensare.

#### Nomenclatura
Le singole grotte nelle quali sono stati rinvenuti dei rotoli sono state enumerate da 1 a 11 nell'ordine cronologico della loro scoperta e contrassegnate con la lettera Q (Qumran), per distinguere i manoscritti ivi rinvenuti da quelli trovati altrove. Queste indicazioni di provenienza sono sempre seguite da una designazione relativa al contenuto del manoscritto, per lo più con le abbreviazioni abitualmente in uso nelle pubblicazioni scientifiche. Le sigle che identificano i manoscritti di Qumran, si presentano quindi in una forma che può essere, ad esempio, 1QIs in riferimento al rotolo con il testo del libro biblico di Isaia, scoperto nella grotta 1 del complesso di Qumran.
Nel caso in cui diversi manoscritti di una determinata opera provengano dalla stessa grotta, si usano per distinguerli, delle lettere collocate in posizione di apice. Così, ad esempio, i due rotoli di Isaia rinvenuti nella prima grotta vengono indicati con 1QIsa e 1QIsb

#### Lingua
La grande maggioranza dei testi di Qumran è scritta in lingua ebraica e comprende tutti i manoscritti biblici del testo masoretico, ma un considerevole numero di essi è stato redatto in aramaico, una lingua strettamente connessa con l'ebraico e usata dalla maggioranza dagli ebrei in Giudea negli ultimi due secoli a.C. e nei primi secoli d.C. Ci sono anche pochi testi dell'Antico Testamento in greco, trovati nelle grotte 4 e 7.

### Datazione
La datazione dei rotoli va dal III secolo a.C. al I secolo d.C. La datazione è stata effettuata principalmente con il metodo paleografico, ossia attraverso l'individuazione della forma e dello stile (variabile nel corso dei secoli) con cui gli scribi hanno redatto i testi. Alcuni manoscritti sono stati datati con il metodo della spettrometria di massa e del radiocarbonio. Sono stati distinti tre periodi paleografici:
- Arcaico (250 a.C. – 150 a.C.),
- Asmoneo (150 a.C. – 30 a.C.)
- Erodiano (30 a.C. – 68/70 d.C.).

La datazione con la spettrometria di massa ha comunque fornito alcuni termini di gran lunga anteriori: 4Q534 (388 a.C. – 353 a.C.), 4Q365  339 a.C. – 324 a.C.).
Nel 2025 è stata pubblicata la prima analisi che effettua una datazione dei manoscritti mediante un'analisi della regressione che combina la radiodatazione al carbonio 14 con l'uso dell'intelligenza artificiale generativa per l'esame delle tracce scritte sia a livello micro (la curvatura delle tracce scritte) sia a livello macro (la forma dei grafemi, detta allografia). Le previsioni possono sbagliare di 30 anni, secondo gli autori dello studio.

### Una biblioteca settaria
Nonostante l'alto numero di composizioni che compongono l'insieme dei manoscritti, il loro contenuto nell'insieme è sorprendentemente uniforme. Comprendono solamente letteratura religiosa, non c'è spazio per la letteratura secolare. Assenti anche lavori puramente storici o scientifici.
Le composizioni più vicine ad essere scientifiche sono i calendari ed i lavori astronomici, come 4QBrontologion, pervasi da chiari scopi religiosi, scritti e preservati per ragioni liturgiche o per dare un ordine alla vita religiosa.
Nelle composizioni in cui compaiono dettagli scientifici, questi sono motivati da scopi religiosi. Alcuni esempi sono la lista degli alberi trovata in 4QEnoch e la spiegazione della circolazione sanguigna in una copia di 4QD.

### Origine dei manoscritti
Gli epiteti che i manoscritti assegnano ai membri della comunità non permettono di identificare facilmente la setta tra quelle storicamente note. C'è stato molto dibattito sull'origine dei manoscritti di Qumran. La teoria dominante rimane quella secondo la quale i manoscritti erano il prodotto di una setta ebraica vivente nei pressi di Qumran chiamata Esseni. Infatti esistono evidenti somiglianze tra i dettagli citati da antichi scrittori come Giuseppe Flavio, Plinio il Vecchio, Filone Alessandrino, riguardo agli Esseni, e i manoscritti del Mar Morto. In effetti, l'identificazione della comunità di Qumran con gli Esseni è oggi l'opinione della maggioranza degli studiosi che hanno studiato i manoscritti, tra i quali si possono citare: De Vaux, Sukenik, Dupont-Sommer, Yadin, Vermes, Milik, Cross, Soggin, Fitzmyer, Stegemann, Martinez, Moraldi, Riesner, Martone.
Recentemente questa teoria è stata criticata da diversi studiosi, che hanno proposto spiegazioni alternative che rivoluzionano del tutto le precedenti sino a mettere in dubbio l'esistenza stessa degli esseni e l'organizzazione della comunità del Mar Morto. Secondo tali teorie i rotoli proverrebbero da Gerusalemme, portati a Qumran da sacerdoti in fuga dalle persecuzioni ed accolti, rotoli e sacerdoti, da una comunità di famiglie sacerdotali ebraiche, dedite alla fabbricazione di ceramica rituale «pura».

## I manoscritti nella cultura di massa
- Il ritrovamento dei manoscritti del Mar Morto è mostrato all'inizio del film I giardini dell'Eden (1998), diretto dal regista italiano Alessandro D'Alatri, e fa da cornice narrativa alla vicenda del protagonista Jeoshua (Gesù), interpretato dall'attore Kim Rossi Stuart.
- Nell'anime Neon Genesis Evangelion, l'organizzazione segreta Seele fa riferimento alle Pergamene del Mar Morto per quanto riguarda il suo operato e i suoi piani per il perfezionamento dell'umanità. Sebbene non vi sia una conferma ufficiale, tale riferimento non ha un significato o una correlazione veri e propri, ma si tratta probabilmente dell'utilizzo, presente in tutta l'opera, di termini di origine ebraico-cristiana come fonte di ispirazione per creare dei nomi che risuonassero misteriosi e interessanti al pubblico giapponese.

### Manoscritti del Mar Morto
- J.M. Allegro, I rotoli del Mar Morto, Firenze 1958, 193-204.
- D. Barthelemy, Les devanciers d'Aquila: Première publication intégrale du texte des fragments du Dodécaprophéton trouvés dans le Désert de Juda, précédée d'une étude sur les traductions et recensions grecques de la Bible réalisées au premier siècle de notre ère sous l'influence du rabbinat palestinien, Leiden 1963.
- P. Benoit, J.T. Milik, R. De Vaux, Les grottes de Murabba‘at (DJD 2), Oxford 1961.
- (ES) Florentino García Martínez, Orígenes del movimento esenio y orígenes qumránicos. Pistas para una solución, Il Simposio Bíblico Español, 1987,  pp. 527-556.
- Adolf Grohmann, Arabic Papyri from Hirbet el-Mird, Louvain 1963.
- Corrado Martone, Il Giudaismo Antico, Roma, Carocci, 2008.
- J Starky e J.T. Milik (RB 61 (1954) 161-168, 182-190; Biblica 38 (1957) 245-268.
- E. Tov (R.A. Kraft), The Greek Minor Prophets Scroll from Nahal Hever (8HevXIIgr), (DJD 8. The Seiyâl Collection I) Oxford 1990.
- Y. Yadin, The Finds from the Bar Kochba Period in the Cave of the Letters, Jerusalem 1963.
- Y. Yadin, Bar-Kokhba: The Rediscovery of the Legendary Hero of the Second Jewish Revolt against Rome, London 1971.

### Manoscritti di Qumran
- Robert H. Eisenman - Michael Wise, Manoscritti segreti di Qumran (edizione italiana a cura di Elio Lucci), Casale Monferrato (AL), Piemme, 1994.
- (EN) Florentino García Martínez, The Dead Sea Scrolls Translated, Leiden - Grand Rapids, Brill - Eerdmans, 1996.
- Florentino García Martínez, Testi di Qumran, Brescia, Paideia 2003.
- Elio Jucci, I manoscritti ebraici di Qumran: A che punto siamo? (PDF), Istituto Lombardo (Rend. Lett.), 1995,  pp. 243-273. URL consultato il 1º ottobre 2012.
- (EN) A. J. Timothy Jull, Douglas J. Donahue, Magen Broshi, Emanuel Tov, Radiocarbon Dating of Scrolls and Linen Fragments from the Judean Desert (PDF), Radiocarbon (Vol. 37), 1995,  pp. 11-19.
- Luigi Moraldi (a cura di), I manoscritti di Qumran, Torino, UTET, 1971.
- Henri-Charles Puech Storia dell'Ebraismo, 1976, Roma-Bari, Laterza.
- (EN) Shemaryahu Talmon, The Textual Study of the Bible — A New Outlook, Qumran and the History of the Biblical Text, ed. F. M. Cross and S. Talmon; Cambridge, MA, 1975, 1976.
- (EN) Emanuel Tov, Textual Criticism of the Hebrew Bible, Assen, Uitgeverij Van Gorcum, 2001.
- Simone Paganini, Qumran Le rovine della luna, Bologna, EDB, 2011.
- Simone Paganini, La capra di Qumran. Realtà e leggenda di una scoperta archeologica, Bologna, EDB, 2013.
- Simone Paganini, Gesù, Qumran e gli esseni. Le prime comunità cristiane e l'essenismo, Paoline Editoriale Libri, 2013.